# Ligament sterno-costal intra-articulaire
Les ligaments sterno-costaux intra-articulaires (ou ligaments interosseux de l’articulation chondro-sternale) sont des ligaments fibrocartilagineux tendus horizontalement entre les extrémités médiales des cartilages costaux et les fonds des incisures costales du sternum. Ils divisent chaque articulation sterno-costale en deux compartiments synoviaux.